# 松本市歌
- 日本 > 長野県 > 松本市 > 松本市歌
- 日本 > 市町村 > 市町村歌 > 長野県の市町村歌一覧 > 松本市歌

「松本市歌」（まつもとしか）は、長野県松本市の市歌である。作詞・高野辰之、作曲・信時潔。

## 解説
1940年（昭和15年）制定。この年は皇紀二千六百年を記念して全国で多くの自治体歌が作られた年であり、作詞は一般公募を行わず国文学者の高野辰之に、作曲は東京音楽学校講師の信時潔に市がそれぞれ依頼し、7月31日付の『松本市公報』第43号で市歌の制定が告示された。
戦後は3番の歌詞で取り上げられている歩兵第50連隊の兵営や護国神社が日本国憲法の戦争放棄や政教分離の観点から好ましくないとして演奏されなくなり、次第に忘れ去られて行ったとされる。そのため「まぼろしの市歌」とも呼ばれるが、同じ3番の歌詞に含まれる「学都」は現在も松本市の雅称として親しまれている。
戦後になり、1952年（昭和27年）に信越放送の開局を記念して信濃毎日新聞が新たに「松本市市歌」（作詞：西久保鶴雄、補作：西條八十、作曲：堀内敬三）を選定し市へ寄贈したが、この楽曲に関する記述は『松本市史』を始めとする市の文献では一切見られない。1997年（平成9年）には市制90周年記念事業の「松本のうたコンクール」で最優秀作品に選定された市民愛唱歌「この街を忘れない」（作詞・作曲：黒岩玲子）が作成されており、対外的にはこの愛唱歌の方が演奏実態の無くなった1940年制定の市歌に代わって紹介されることが多い。

### 復活演奏
2022年（令和4年）、信州大学人文学部の学生有志が戦後に演奏実態の無くなった市歌の制定経緯に関する調査を行い、東京芸術大学が所蔵する作曲者の直筆楽譜を基に伴奏を再現して復活演奏を行った。

## 歌詞
「松本市歌」は歌詞・旋律とも著作権の保護期間を満了し、パブリックドメインとなっている。